# Sección desaparecidos
Sección desaparecidos es una película en blanco y negro de Argentina dirigida por Pierre Chenal sobre su propio guion escrito en colaboración con Domingo Di Núbila según la novela Of Missing Persons, de David Goodis con diálogos adicionales de Agustín Cuzzani, que se estrenó el 24 de abril de 1958 y tuvo como protagonistas a Nicole Maurey, Maurice Ronet, Inda Ledesma y Guillermo Battaglia. Fue la última película de Chenal en la Argentina. Manejó la cámara el futuro director de fotografía y de cine, Aníbal Di Salvo.

## Sinopsis
La relación amorosa de un exconvicto con una corista, desata los celos de su amante, una cuarentona rica y desequilibrada.

## Reparto
Participaron del filme los siguientes intérpretes:
- Nicole Maurey …Diana Lánder
- Maurice Ronet …Jean Milford
- Inda Ledesma …Amanda Merlino
- Guillermo Battaglia …Inspector
- Luis Otero …Linyera
- Ubaldo Martínez …Comisario Uribe
- Élida Dey …Estela
- José Comellas …Romano
- Pedro Pompillo …Inspector
- Dorita Vernet
- André Norevó …Ricardo
- Marisa Núñez …Ana
- Amalia Bernabé …Dueña de pensión
- Jorge Villoldo
- Alberto Bacigaluppi
- Nelly Lagos
- Enrique Brown …Johnny
- Raúl Deval
- Félix Tortorelli
- Alberto Quiles …Peña
- Rafael Diserio …Hombre en yate
- Enrique Ibarreta …Bailarín en boîte
- Pierre Chenal …Coreógrafo de boîte (sin acreditar)

## Comentarios
Roland en Crítica opinó:

”Proclive al Grand Guignol… infinito número de situaciones vulnerables. La labor de Pierre Chenal es válida únicamente en el aspecto exterior del relato.”

Manrupe y Portela escriben:

”Con sus perfecciones y arbitrariedades, buen ejercicio de cine negro. Una historia con muchas vueltas de tuerca, odios y traiciones de todo tipo y la excelente actuación de Inda Ledesma (una auténtica harpía) hacen que este film pueda disfrutarse con cierto cinismo.”